# Liste der Bodendenkmale in Essen (Oldenburg)
In der Liste der Bodendenkmale in Essen sind die Bodendenkmale der niedersächsischen Gemeinde Essen (Oldenburg) aufgeführt. Die Quelle ist der Denkmalatlas Niedersachsen.
- Bitte beachten Sie, dass diese Liste keinen Anspruch auf Vollständigkeit erhebt.
- Die Angaben ersetzen nicht die rechtsverbindliche Auskunft der zuständigen Denkmalschutzbehörde.
- Es sind nur Daten aus dem Denkmalatlas verarbeitet.
- Der Stand der Liste ist der 18. April 2025.

Essen (Oldenburg) im Landkreis Cloppenburg

## Allgemein
In den Spalten finden sich folgende Informationen des Bodendenkmales:
| Lage         | geographische Koordinaten                                                           |
| Bezeichnung  | Bezeichnung lt. Denkmalatlas                                                        |
| Beschreibung | Beschreibung lt. Denkmalatlas                                                       |
| ID           | Objekt-ID                                                                           |
| Bild         | Bild, ggf. zusätzlich mit Link zu weiteren Fotos im Medienarchiv Wikimedia Commons. |

## Essen
| Lage                        | Bezeichnung                   | Beschreibung | ID       | Bild |
| --------------------------- | ----------------------------- | --- | -------- | ---- |
| 52° 44′ 39″ N, 8° 3′ 14″ O  | Essen 74, Grabhügel           | Durchmesser ca. 19 m und Höhe ca. 1 m. Annähernd rund mit abgeflachter, nach Südosten geneigter Kuppe. | 28926031 | BW   |
| 52° 44′ 27″ N, 8° 2′ 21″ O  | Essen 81, Grabhügel           | Durchmesser ca. 13 m und Höhe ca. 0,7 m. Rund mit Einkuhlungen. | 28926628 | BW   |
| 52° 44′ 27″ N, 8° 2′ 20″ O  | Essen 82, Grabhügel           | Durchmesser ca. 13 m und Höhe ca. 0,8 m. Annähernd rund mit Einkuhlungen. | 28926631 | BW   |
| 52° 44′ 23″ N, 8° 2′ 15″ O  | Essen 83, Grabhügel           | Durchmesser ca. 19 m und Höhe ca. 1 m. Annähernd rund mit Einkuhlungen, besonders im südlichen Bereich. | 28926633 | BW   |
| 52° 41′ 26″ N, 7° 56′ 15″ O | Essen 96, Befestigter Gutshof | Ehemals adeliges Gut mit doppelter Graftanlage auf einer Fläche von max. 150 (O-W) × 140 m. Der heutige Gebäudebestand umfasst nur noch ein größeres Wohnhaus. Sowohl die innere wie auch die äußere Graft sind gut erhalten und wasserführend. Der Zugang erfolgt von N. Das im Fachwerk erbaute Herrenhaus von 1684 wurde 1936 versetzt und dient dem Freilichtmuseum Cloppenburg seit 1937 als Ausstellungsgebäude. Die älteste bekannte urkundliche Erwähnung unter dem Namen „Arkensteden“ stammt aus dem Jahre 1186. | 28929570 | BW   |

### Essen 5
- ID:28927154
- Gruppe von ehemals 15 Grabhügeln, davon sind 7 vollständig zerstört und 3 nicht mehr sicher als Grabhügelrest ansprechbar.

| Lage                        | Bezeichnung | Beschreibung | ID       | Bild |
| --------------------------- | ----------- | --- | -------- | ---- |
| 52° 45′ 11″ N, 7° 55′ 42″ O | Essen 5     | Durchmesser ca. 14 m und Höhe ca. 0,6 m. | 28927126 | BW   |
| 52° 45′ 9″ N, 7° 55′ 42″ O  | Essen 6     | Durchmesser ca. 22 m und Höhe ca. 1,2 m, nordöstliches Drittel sowie zentraler Bereich abgetragen. | 28927127 | BW   |
| 52° 45′ 5″ N, 7° 55′ 43″ O  | Essen 10    | Durchmesser ca. 11 m und Höhe ca. 0,6 m. | 28927134 | BW   |
| 52° 45′ 5″ N, 7° 55′ 44″ O  | Essen 11    | Durchmesser ca. 12 m und Höhe ca. 0,5 m. | 28927136 | BW   |
| 52° 45′ 0″ N, 7° 55′ 40″ O  | Essen 13    | Ca. 7 m breiter Bereich erhalten, H. 1,2 m. Die östl. und westl. Bereiche sind abgetragen. Der Rest hebt sich durch festeren Boden und Grasnarbe von dem sich im N und S anschließenden Rodungswall ab. | 28927139 | BW   |

### Essen 24
- ID:28926528
- Ehemals 50 Grabhügel, davon 39 zerstört.

| Lage                        | Bezeichnung | Beschreibung | ID       | Bild |
| --------------------------- | ----------- | --- | -------- | ---- |
| 52° 44′ 4″ N, 7° 54′ 30″ O  | Essen 34    | Durchmesser ca. 11 m und Höhe ca. 0,5 m. Rund. | 28926265 | BW   |
| 52° 44′ 6″ N, 7° 54′ 28″ O  | Essen 39    | Durchmesser ca. 11 m und Höhe ca. 0,8 m. Rund mit Einsenkungen | 28926283 | BW   |
| 52° 44′ 7″ N, 7° 54′ 29″ O  | Essen 42    | Durchmesser ca. 11 m und Höhe ca. 0,5 m. Annähernd rund, größtenteils abgetragen, besonders im Zentrum. Jetzt nur noch in Randbereichen mit 0,3 m; im Nordosten mit 0,5 m Höhe erhalten. | 28926287 | BW   |
| 52° 44′ 12″ N, 7° 54′ 35″ O | Essen 52    | Durchmesser ca. 11 m und Höhe ca. 0,7 m. Annähernd rund mit Einkuhlungen. Am nördlichen Rand von Rodungswall überzogen.                                                                  | 28926393 | BW   |
| 52° 44′ 12″ N, 7° 54′ 36″ O | Essen 53    | Durchmesser ca. 9 m und Höhe ca. 0,5 m. Annähernd rund, am nördl. Rand von Rodungswall überzogen.                                                                                        | 28926395 | BW   |
| 52° 44′ 10″ N, 7° 54′ 36″ O | Essen 54    | Durchmesser ca. 15 m, im Süden zu ca. 2/3 abgetragen. Im nördlichen Drittel erhaltene Höhe ca. 0,8 m.                                                                                    | 28926398 | BW   |
| 52° 44′ 5″ N, 7° 54′ 30″ O  | Essen 57    | Durchmesser ca. 13 m und Höhe ca. 0,8 m. Annähernd rund. Tierbaue sowie Einkuhlungen. Am südwestl. Hügelfuß Grasnarbe abgeschoben.                                                       | 28926500 | BW   |
| 52° 44′ 4″ N, 7° 54′ 30″ O  | Essen 58    | Durchmesser ca. 10 m und Höhe ca. 0,5 m. Annähernd rund. | 28926505 | BW   |
| 52° 44′ 3″ N, 7° 54′ 31″ O  | Essen 59    | Durchmesser ca. 13 m und Höhe ca. 0,8 m. Rund. | 28926507 | BW   |

### Essen 87
- ID:28927020
- Gruppe von 9 Grabhügeln mit 9 – 10 m Dm. und 0,6 – 1 m H., meist gut erhalten.

| Lage                       | Bezeichnung | Beschreibung                                                                               | ID       | Bild |
| -------------------------- | ----------- | ------------------------------------------------------------------------------------------ | -------- | ---- |
| 52° 43′ 37″ N, 7° 55′ 8″ O | Essen 87    | Durchmesser ca. 10 m und Höhe ca. 0,6 m. Rund, im Norden von Böschungskante angeschnitten. | 28926643 | BW   |
| 52° 43′ 37″ N, 7° 55′ 7″ O | Essen 88    | Durchmesser ca. 10 m und Höhe ca. 0,7 m. Annähernd rund.                                   | 28926644 | BW   |
| 52° 43′ 36″ N, 7° 55′ 7″ O | Essen 89    | Durchmesser ca. 12 m und Höhe ca. 1 m. Annähernd rund.                                     | 28926648 | BW   |
| 52° 43′ 36″ N, 7° 55′ 5″ O | Essen 90    | Durchmesser ca. 10 m und Höhe ca. 0,7 m. Annähernd rund.                                   | 28926745 | BW   |
| 52° 43′ 37″ N, 7° 55′ 6″ O | Essen 91    | Durchmesser ca. 11 m und Höhe ca. 0,8 m. Annähernd rund.                                   | 28926749 | BW   |
| 52° 43′ 37″ N, 7° 55′ 6″ O | Essen 92    | Durchmesser ca. 12 m und Höhe ca. 0,6 m. Annähernd rund.                                   | 28926752 | BW   |
| 52° 43′ 37″ N, 7° 55′ 5″ O | Essen 93    | Durchmesser ca. 10 m und Höhe ca. 0,7 m. Rund.                                             | 28926756 | BW   |
| 52° 43′ 38″ N, 7° 55′ 5″ O | Essen 94    | Durchmesser ca. 10 m und Höhe ca. 0,7 m. Annähernd rund mit zerwühlter Oberfläche.         | 28926755 | BW   |